# 蘇迪曼盃
世界羽毛球混合团体锦标赛，通称蘇迪曼杯，自1989年举行首届比赛，每两年一届，是羽毛球三大世界性的团体賽之一，另两项是汤姆斯杯和尤伯杯。

## 歷史
蘇迪曼是印尼的「羽毛球之父」，他是印尼羽毛球協會创始人之一、曾任国际羽毛球联合会（現名羽毛球世界联合会）副主席，為羽毛球運動作出了莫大的貢獻。1988年，国际羽联决定举办混合团体锦标赛，并决定将奖杯命名为蘇迪曼杯。
首屆的蘇迪曼杯賽於雅加達舉行，時間是1989年，該屆冠軍是主辦國的印尼。

## 獎杯
蘇迪曼杯的獎杯極其精美：羽毛球造型，杯身由純銀所造成，並在杯身表面鍍上了純金，基座刻有印尼国家象征婆罗浮屠圖案，有印尼人鐘愛羽毛球運動之意。另外，獎杯的高度為80厘米、重12公斤，並寬50厘米。

## 賽制

### 比賽方式
蘇迪曼盃是由不同等級的比賽所組成，最終會決出賽事總排名。只有最高級別的比賽（第一級別）有資格爭奪蘇迪曼盃的冠軍寶座。除第一級別外，其餘級別都由八隊組成；每個級別內將分為兩個小組進行單循環對賽，然後再進行名次賽決出賽事總排名。比賽的最低級別或會因應參賽隊伍數目而有特殊的分組安排。
蘇迪曼盃賽事在2019年以前分為多個級別，級別劃分方式雖歷經幾次變更，但只有第一級別隊伍能夠爭奪蘇迪曼盃。2021年起，蘇迪曼盃不再設置多個級別，參賽資格取決於各大洲混合團體錦標賽及隊伍世界排名；當前蘇迪曼盃參賽隊伍共有16隊並分為四組，一組4隊進行單循環對賽，各組首兩名晉級八強淘汰賽，並透過抽籤決定八強對戰組合，再依序產生四強、決賽隊伍，最後決出冠軍。賽事不設名次賽及季軍賽。

### 比賽項目
每場賽事都是以男子單打、女子單打、男子雙打、女子雙打和混合雙打五個項目所組成。在小组赛阶段，无论是否已经分出胜负，5盘比赛都要打完；而淘汰赛或者名次赛阶段將採用5盤3勝制定出勝負，只要某一方先赢下3盘，比赛就立即结束。

### 隊伍成員
每個參賽協會會員（國家 / 地區）將負責制訂遴選參賽成員的標準和方法，然後將名單提交予世界羽聯。隊伍成員名單不能少於4人（兩男及兩女隊員），人數上限為20人。隊伍只能從提交的名單中挑選球員參加比賽。
每位球員不得在同一場賽事中出戰超過兩場比賽。若隊伍到達場地後，有球員因受傷或患病，以致只有一男或一女隊員能夠參賽，則該隊員只能參加一場比賽，其餘兩場必須棄權。若隊伍因上述原因只餘下兩名球員能夠參賽（兩男、兩女或一男一女），該隊伍都必須棄權。

### 比賽順序
每場賽事五個項目須依照以下7個可能的順序進行：
1. 男子雙打 → 女子單打 → 男子單打 → 女子雙打 → 混合雙打
2. 男子單打 → 女子單打 → 男子雙打 → 女子雙打 → 混合雙打
3. 混合雙打 → 男子單打 → 男子雙打 → 女子單打 → 女子雙打
4. 混合雙打 → 男子單打 → 女子單打 → 男子雙打 → 女子雙打
5. 混合雙打 → 女子單打 → 男子單打 → 女子雙打 → 男子雙打
6. 女子單打 → 男子單打 → 女子雙打 → 男子雙打 → 混合雙打
7. 男子雙打 → 女子雙打 → 男子單打 → 女子單打 → 混合雙打

上列的順序1（男雙→女單→男單→女雙→混雙）為最優先選擇。然而，賽會會按照隊伍的實際報名情況，安排其他的順序進行比賽，以避免隊伍中一位球員連續兩場作賽，或一位球員出戰雙打項目先於單打項目。採用順序依次為順序2、順序3……如此類推。如上列7個順序都無法避免隊伍中一位球員連續兩場作賽，或一位球員出戰雙打項目先於單打項目，賽會則會選擇順序2（男單→女單→男雙→女雙→混雙）為比賽順序。賽會將確保任何需要參加兩場比賽的球員，在兩場比賽間有最少30分鐘的休息時間。

## 歷屆賽事成績
| 屆份 | 年份          | 主辦城市 |            | 決賽 | 決賽       | 決賽       |            | 準決賽隊伍 | 準決賽隊伍 |
| 屆份 | 年份          | 主辦城市 | 冠軍隊     | 比分 | 亞軍隊     |            |            | 準決賽隊伍 | 準決賽隊伍 |
| 1    | 1989年 (詳細) | 雅加达   | 印度尼西亞 | 3–2  |            | 中國       | 丹麦       |            |            |
| 2    | 1991年 (詳細) | 哥本哈根 |            | 3–2  | 印度尼西亞 | 丹麦       | 中國       |            |            |
| 3    | 1993年 (詳細) | 伯明翰   |            | 3–2  | 印度尼西亞 | 中國       | 丹麦       |            |            |
| 4    | 1995年 (詳細) | 洛桑     | 中國       | 3–1  | 印度尼西亞 |            | 丹麦       |            |            |
| 5    | 1997年 (詳細) | 格拉斯哥 | 中國       | 5–0  |            | 丹麦       | 印度尼西亞 |            |            |
| 6    | 1999年 (詳細) | 哥本哈根 | 中國       | 3–1  | 丹麦       | 印度尼西亞 |            |            |            |
| 7    | 2001年 (詳細) | 塞维利亚 | 中國       | 3–1  | 印度尼西亞 | 丹麦       |            |            |            |
| 8    | 2003年 (詳細) | 埃因霍温 |            | 3–1  | 中國       | 印度尼西亞 | 丹麦       |            |            |
| 9    | 2005年 (詳細) | 北京     | 中國       | 3–0  | 印度尼西亞 |            | 丹麦       |            |            |
| 10   | 2007年 (詳細) | 格拉斯哥 | 中國       | 3–0  | 印度尼西亞 |            | 英格兰     |            |            |
| 11   | 2009年 (詳細) | 广州     | 中國       | 3–0  |            | 印度尼西亞 | 马来西亚   |            |            |
| 12   | 2011年 (詳細) | 青岛     | 中國       | 3–0  | 丹麦       | 印度尼西亞 |            |            |            |
| 13   | 2013年 (詳細) | 吉隆坡   | 中國       | 3–0  |            | 丹麦       | 泰國       |            |            |
| 14   | 2015年 (詳細) | 東莞     | 中國       | 3–0  | 日本       | 印度尼西亞 |            |            |            |
| 15   | 2017年 (詳細) | 黄金海岸 |            | 3–2  | 中國       | 日本       | 泰國       |            |            |
| 16   | 2019年 (詳細) | 南宁     | 中國       | 3–0  | 日本       | 泰國       | 印度尼西亞 |            |            |
| 17   | 2021年 (詳細) | 万塔     | 中國       | 3–1  | 日本       | 马来西亚   |            |            |            |
| 18   | 2023年 (詳細) | 蘇州     | 中國       | 3–0  |            | 日本       | 马来西亚   |            |            |
| 19   | 2025年 (詳細) | 廈門     | 中國       | 3–1  |            | 日本       | 印度尼西亞 |            |            |

## 曾進入決賽的國家隊
至今只有三支國家隊曾獲得蘇迪曼杯的冠軍，其中以中國國家隊的成績最為優異，共13次奪得冠軍；其次是南韓隊（4次冠軍）和印尼隊（1次冠軍）。丹麥隊曾兩度打進蘇迪曼杯的決賽，但都負於中國隊，未能奪冠，而日本隊則在2015年蘇迪曼盃首次打進決賽，並在2019和2021均打入決賽，但三次皆負于中國隊贏得亞軍。
|   | 國家/地區  | 冠軍次數（年份）                                                                                         | 亞軍次數（年份）                     |
| - | ---------- | --- | ------------------------------------ |
| 1 | 中國       | 14次 （1995,1997,1999,2001）四連冠 （2005,2007,2009,2011,2013,2015）六連冠 （2019,2021,2023,2025）四連冠 | 2次（2003,2017）                     |
| 2 |            | 4次（1991,1993,2003,2017）                                                                               | 6次（1989,1997,2009,2013,2023,2025） |
| 3 | 印度尼西亞 | 1次（1989）                                                                                              | 6次（1991,1993,1995,2001,2005,2007） |
| 4 | 日本       | － | 3次（2015,2019,2021）                |
| 5 | 丹麦       | － | 2次（1999,2011）                     |

- 粗體為主辦年份